# Zuzanna Leśniak
Zuzanna Leśniak-Goulais (ur. 12 marca 1965 w Nowym Sączu, zm. 10 października 1991 w Krakowie) – polska aktorka teatralna. Występowała w krakowskim teatrze STU.

## Życiorys
Podczas nauki w Zespole Szkół Ekonomicznych w Nowym Sączu w 1980 została dostrzeżona na eliminacjach do Ogólnopolskiego Konkursu Recytatorskiego przez Janusza Michalika, z którym nawiązała współpracę w teatrze Nowosądecka Scena Amatora. Prowadziła szkolny Teatr Laboratoryjny „Letarg”. Była absolwentką Państwowej Wyższej Szkoły Teatralnej im. Ludwika Solskiego w Krakowie, którą ukończyła w 1987 przedstawieniem dyplomowym Ferdydurke w reżyserii Waldemara Śmigasiewicza.
W 1988 występowała w Teatrze Bagatela. Od 1988 pracowała w Teatrze STU, początkowo jako aktorka kontraktowa, potem etatowa. Krakowskiej publiczności najbardziej znana była z roli Jenny w Markietankach.

### Śmierć
Była przyjaciółką piosenkarza Andrzeja Zauchy i żoną francuskiego reżysera Yves’a Goulais, którego poślubiła 16 kwietnia 1988. 10 października 1991, wracając z występu w spektaklu Pan Twardowski,  wraz z towarzyszącym jej Zauchą zostali zastrzeleni przez jej męża na parkingu przy ulicy Włóczków w Krakowie. Oboje zmarli: Zaucha zginął na miejscu, a Leśniak w nocy po zdarzeniu na Oddziale Torakochirurgii szpitala im. Jana Pawła II. Według relacji świadków – aktorka próbowała swym ciałem osłonić piosenkarza. Padło dziewięć strzałów. Po popełnieniu zbrodni Goulais sam wkrótce oddał się w ręce policji. Powodem zabójstwa była chorobliwa zazdrość męża, francuskiego reżysera. Historia morderstwa pary stała się kanwą książki Janusza Wiśniewskiego I odpuść nam… wydanej w 2015.
Została pochowana w grobowcu rodzinnym na cmentarzu parafialnym przy ul. Węgierskiej w Nowym Sączu–Biegonicach.

## Filmografia
Źródło: FilmPolski.pl
- 1975: Trzecia granica (odc. 4 "W matni")
- 1988: Rio de Janeiro nie istnieje – pokojówka